# Tabatinga (Amazonas)
Tabatinga é um município brasileiro no interior do estado do Amazonas. Pertencente à Região Intermediária de Tefé. Tem uma população de 71 317 habitantes (população judicial Processo n°  1000065-78.2021.4.01.3200 – 3ª VF/AM), de acordo com estimativas do Instituto Brasileiro de Geografia e Estatística (IBGE) em 2021 Tabatinga tem 68.502 hab.
O município está localizado no oeste do Estado do Amazonas, na tríplice fronteira entre o Brasil,  Colômbia e Peru, tendo sido criado em 1983. Apresenta uma conurbação com a cidade colombiana de Letícia.

## Etimologia
A palavra Tabatinga é de origem indígena, vindo do tupi, tendo seu significado designado como barro branco ou barro esbranquiçado. Acredita-se que os indígenas referiam—se à região com esse nome por conta do barro branco encontrado abundantemente no fundo dos rios da região. No Tupi Guarani, a palavra quer dizer também casa pequena.

## História

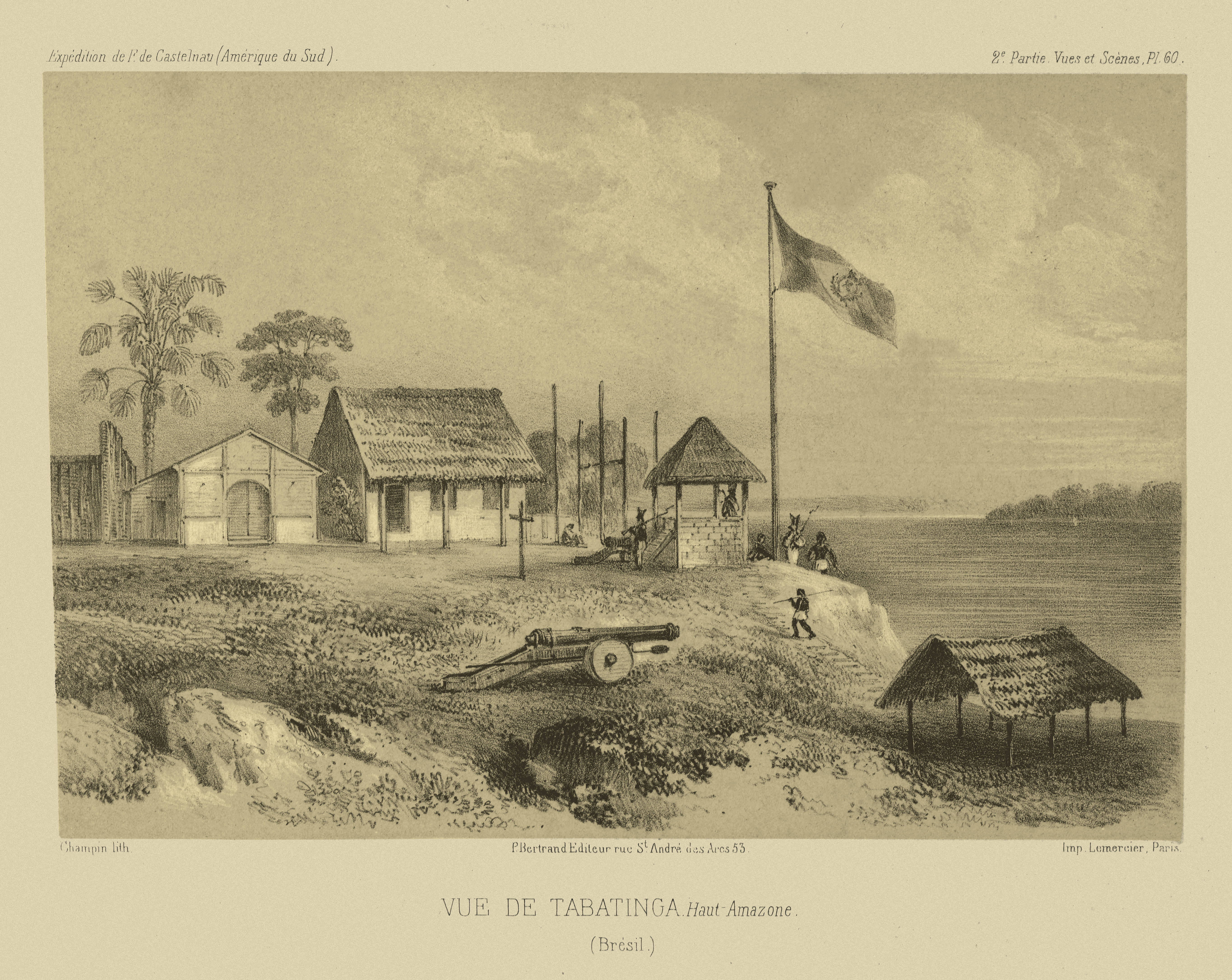
Tabatinga, metade do século XIX.

Em meados do século XVII, registra-se a existência, junto à foz do Rio Solimões, de uma aldeia fundada pelos jesuítas. Próximo ao local são estabelecidos em 1766 um posto militar e um posto fiscal, tendo em vista tratar-se de região fronteiriça à Colômbia e ao Peru. O responsável pelo estabelecimento do posto militar na região foi Fernando da Costa Ataíde Teives, que formou também um posto de guarda de fronteiras entre domínios do Reino de Portugal e da Espanha, além de outros postos militares. Formou-se então, a partir daí, a povoação de São Francisco Xavier de Tabatinga.

Entre todas as três povoações de fronteira de maior expressão (São Francisco Xavier de Tabatinga, Vila Ipiranga e Vila Bittencourt) apenas a primeira prosperou ativamente. Em 1866, no dia 28 de junho, o marco dos limites entre Brasil e Peru foi fixado perto da povoação. Até então, a região era pertencente ao município de São Paulo de Olivença, sendo pouquíssimos municípios de fato criados até a data. Em 1898, com o desmembramento do território de São Paulo de Olivença e emancipação do distrito de Benjamin Constant, o povoado de Tabatinga passa a pertencer ao recém-criado município, incluindo-se neste como um dos subdistritos do distrito-sede.

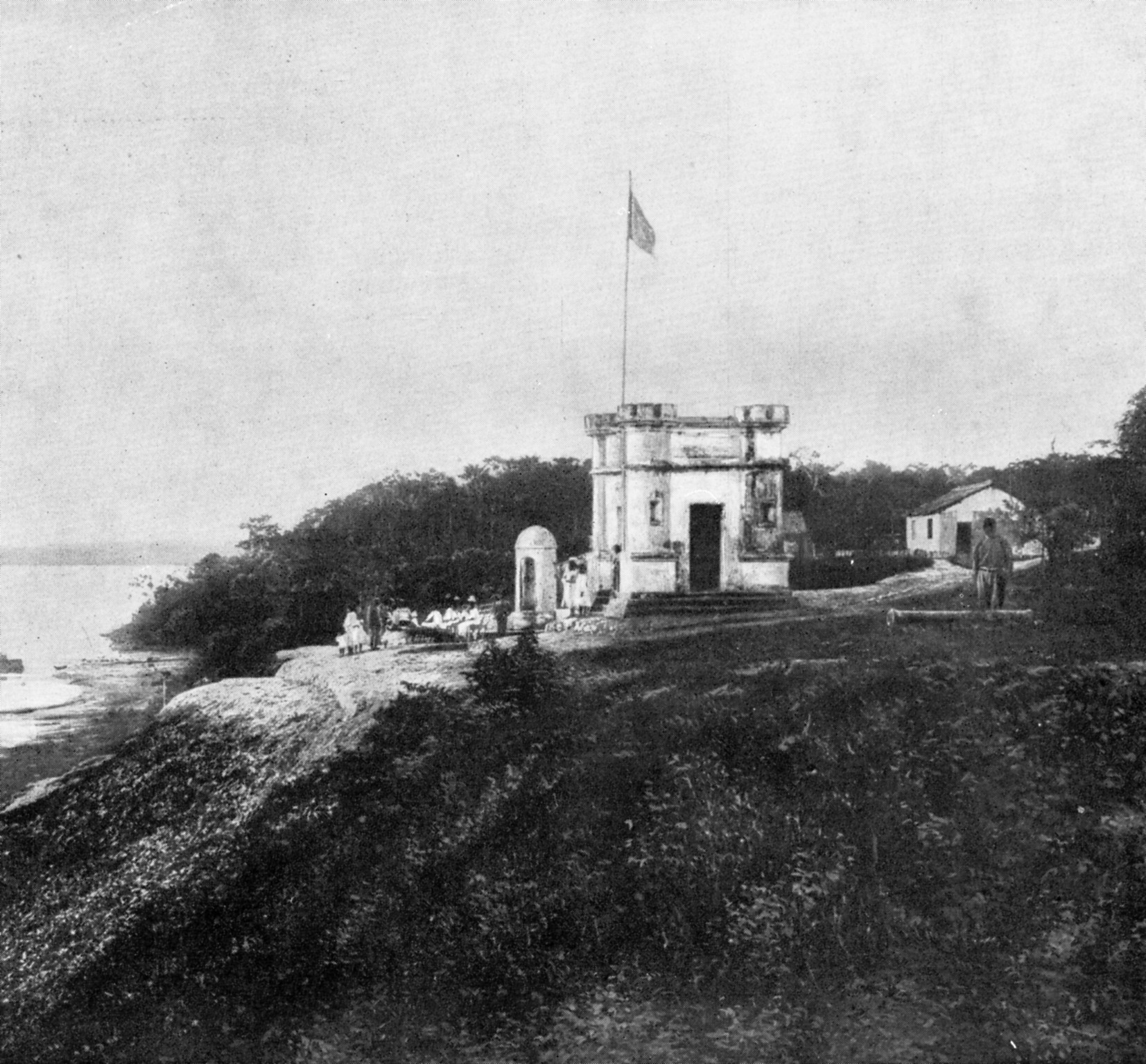
Poste entre a fronteira de Tabatinga e Letícia em 1924

Em 4 de junho de 1968, pela Lei Federal 5.449, todo o município de Benjamin Constant foi classificado como Área de Segurança Nacional. Por um longo período, Tabatinga foi um subdistrito de Benjamin Constant. A emancipação política de Tabatinga deu-se apenas em 10 de dezembro de 1981, pela Emenda Constitucional do Amazonas nº 12, que passou a determinar o subdistrito de Tabatinga um município autônomo. A instalação do município ocorreu em 1 de janeiro de 1983.

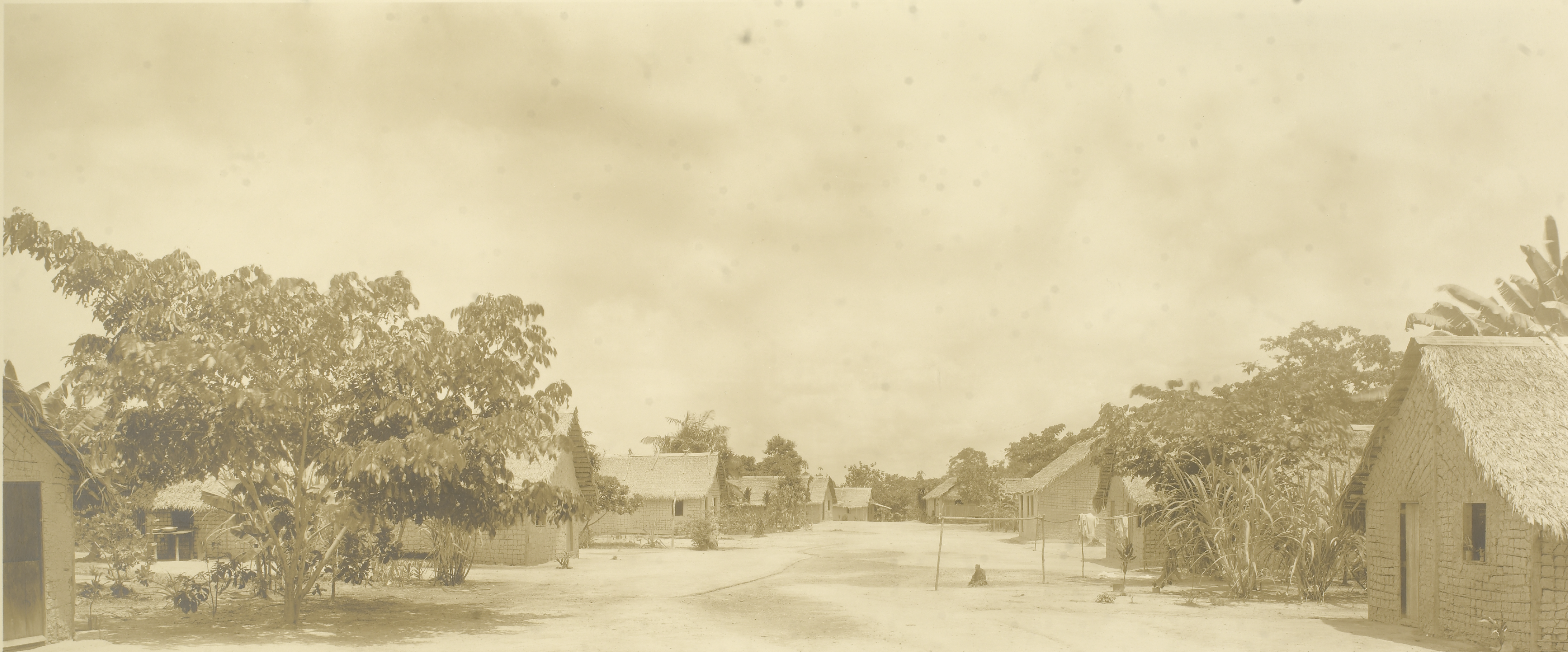
Tabatinga, 1929-1930. Arquivo Nacional.

## Geografia

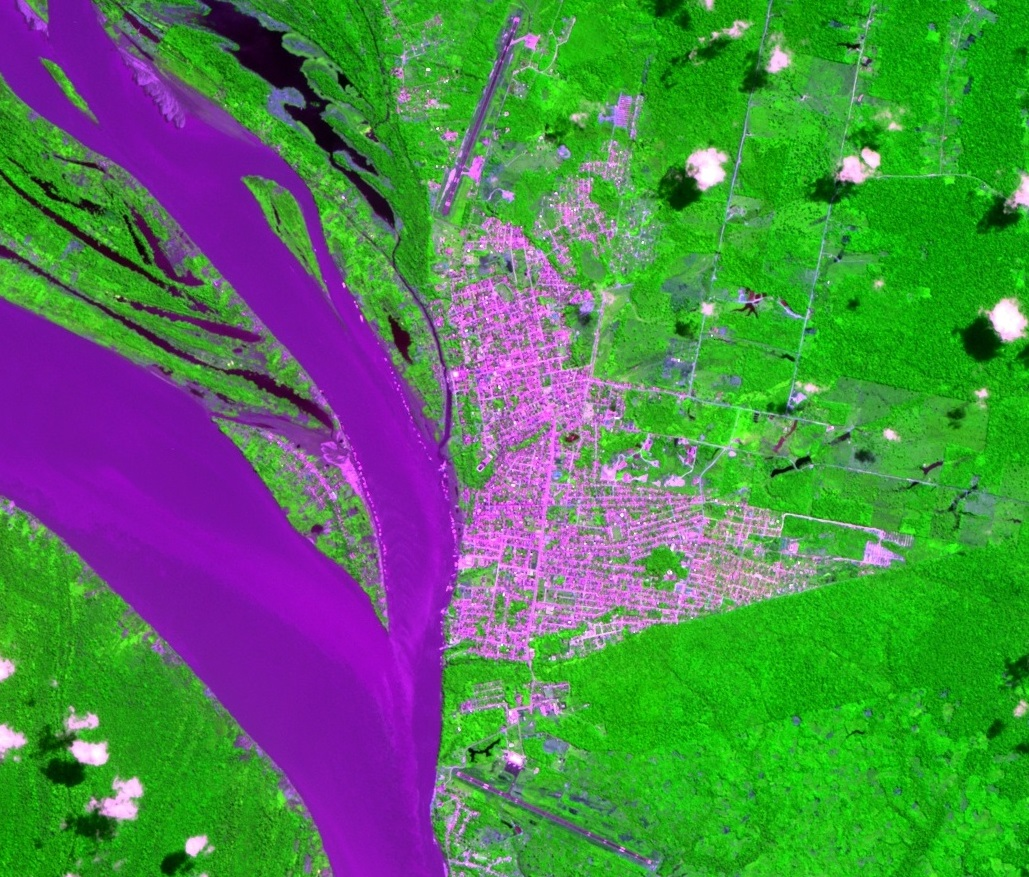
A cidade colombiana de Letícia e Tabatinga formam uma única mancha urbana, o que caracteriza um processo de conurbação internacional.

Tabatinga está localizada no meio da maior floresta tropical do planeta, a selva amazônica, à margem esquerda do Rio Solimões fazendo fronteira com a Colômbia. Possui uma área de 3.239,3 km².
Toda a região está coberta por florestas (altas, baixas e pouco densas) e, hidrograficamente, pertence à bacia do rio Amazonas, sendo banhada pelos rios Solimões, Içá, Japurá e vários de seus afluentes, tais como: Hapapóris, Traíra, Puretê, Puruê e Cunha. Há duas grandes ilhas fluviais próximas: Santa Rosa - Peru e Aramaçá - Brasil.
As cidades de Tabatinga e Letícia (Colômbia) são interdependentes, no tocante ao abastecimento das populações. Todavia, o único marco limítrofe é um poste com as duas bandeiras, o que faz com que a população local transite livremente entre os dois países como se as duas cidades fossem uma só. O acesso mais frequente à Colômbia é pela Avenida da Amizade que começa no Aeroporto Internacional de Tabatinga e termina dentro de Letícia.
O acesso à cidade se dá por barco ou por avião, inexistindo estradas que unam Tabatinga a Manaus. A viagem fluvial no trecho Tabatinga - Manaus consome cerca de três dias e, no trecho contrário, cerca de sete dias. Por sua localização desfavorável em relação a Manaus, principal mercado consumidor, não há muitas empresas maiores ou fábricas interessadas em investir nessa região, apenas duas fábricas (uma de polpas de frutas e uma de adubo orgânico para exportação) já se manifestaram em criar base na área, porém esperaram formas de viabilizar o escoamento de suas produções.

## Demografia
Em 2021, a população do município era de 71 317 habitantes, segundo estimativas do Instituto Brasileiro de Geografia e Estatística (IBGE). Tabatinga subiu uma posição e passou a ser o sexto mais populoso do Amazonas.
- População Rural: 15.908
- População Urbana: 36.371
- População Total: 52.272
- Total de Mulheres: 25.931
- Total de Homens: 26.341

(Censo 2010)

### Composição étnica
A população do município de Tabatinga é altamente miscigenada. É composta por brasileiros, peruanos, colombianos e dentre estes, os indígenas de diversas etnias, cuja maioria é da etnia Magüta Ticuna. Dentre os brasileiros em Tabatinga, existe a população rotativa, correspondente aos militares das forças armadas, bancários e pessoas que trabalham para órgãos públicos (Promotor, Juiz, delegados e agentes da PF, forças especiais da policia estadual a exemplo de integrantes da Operação Hórus da Secretaria Estadual de Segurança Pública-SSP-AM com PMs da ROCAM e Força Tática, além das Forças Armadas com fuzileiros da Marinha e Força  Nacional, etc )  que vão a Tabatinga passar temporadas  ou de pessoas de outros órgãos administrativos federais como a Polícia Federal, a Receita Federal, Justiça Federal, Ministério Público Estadual, Procuradoria Geral da República e Receita Federal do Brasil. Mais recentemente, a partir de 2008 e com mais intensidade após o terremoto de 2010, houve a chegada de haitianos que vieram através da fronteira com o Peru.

## Economia
O custo de vida é um pouco elevado em virtude da distância com a capital, todavia, a cidade fronteiriça, Letícia, dá suporte mais favorável, haja vista que tal cidade é livre de todo imposto colombiano, recebendo mercadorias vindas pelo canal do Panamá e Bogotá a preços baixos. A população tabatinguense vai à cidade colombiana para fazer compras diversas, onde varia do supermercado aos móveis de casa. Os produtos mais procurados são os eletrodomésticos, móveis e principalmente os perfumes franceses, cujos preços correspondem a 40% do valor dos perfumes em Manaus. Existe um comércio local de vestuários e calçados no centro de Tabatinga, principalmente na rua Marechal Mallet. Há também um grande fluxo de mercadorias peruanas vindas da ilha de Santa Rosa - Peru na região do porto e próxima ao Mercado Público, onde os peruanos instalaram e administram pequenos mercadinhos e quitandas.
A Prefeitura Municipal de Tabatinga é o maior empregador da região com mais de 3.600 (três mil e seiscentos) empregos diretos, juntamente com  o Exército Brasileiro que emprega cerca de 900 (novecentos) militares. Depois dele, vêm outros órgãos públicos na lista de maiores empregadores, a exemplo da Polícia Militar. O município também possui agricultores, mas eles não suprem as necessidades dos restaurantes locais, que têm de recorrer aos vizinhos peruanos. Há um lixão a céu aberto, como na maioria dos municípios do Amazonas e do Brasil, com a omissão dos poderes competentes, com isso descumprindo normas brasileiras que dispõem sobre a destinação de resíduos sólidos. Diante dessa situação, algumas pessoas em situação de miséria econômica retiram seu sustento do lixão local. A maioria dessas pessoas não é brasileira, sendo a maior parcela delas de origem peruana. Existem uma grande variedade de hotéis, albergues, condomínios, apartamentos, dos mais variados preços.
Em relação aos bancos, existem três que atendem a população: Banco do Brasil, Bradesco e Caixa Econômica Federal. Além de três casas lotéricas.

## Estrutura urbana

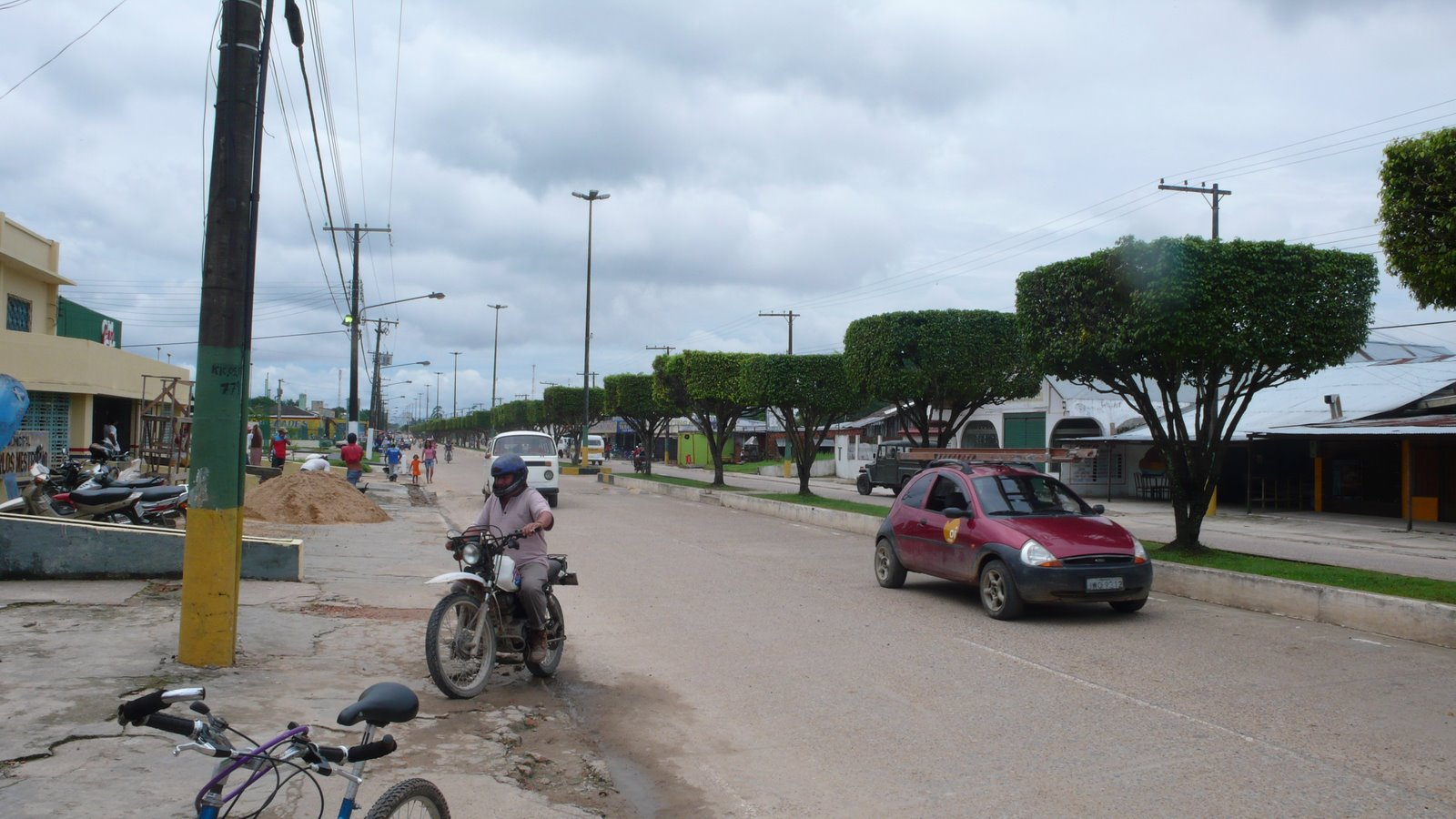
Avenida da Amizade, a principal via de Tabatinga.

### Saúde
Em termos de saúde, possui um hospital que é administrado pelo Exército e que atende a população fronteiriça (brasileiros, colombianos, peruanos e outros) e também um Complexo de Saúde administrado pelo Governo do Amazonas que engloba uma Unidade de Pronto Atendimento (UPA) com consultórios para atendimento clínico, de urgência e emergência e a Maternidade Enfermeira Celina Villatrez Ruiz. Há, ainda, Unidades Básicas de Saúde administradas pelo município e um Laboratório de Fronteiras de Tabatinga (Lafron) administrado pelo Governo do Estado do Amazonas. E clínicas particulares nas áreas de odontologia, atendimento psicológico, infantil, análises clínicas. Na maioria da vezes a cidade de Letícia com uma infraestrutura hospitalar bem superior supre a falta de profissionais em Tabatinga e conta com os mais variados especialistas em diversas clínicas particulares na cidade vizinha.

### Educação
Tabatinga vem atingindo uma nota estável no Índice de Desenvolvimento da Educação Básica (IDEB) nos últimos anos. O município saltou de 4,0 pontos obtidos no indicador, em 2013, para 4,8 pontos em 2021. O crescimento vem se mantendo estável. De acordo com dados do indicador em 2021, de cada 100 alunos do ensino fundamental residentes no município, 4 não alcançaram posições satisfatórias, o que gerou um fluxo de 96% de aprovação. As notas padronizadas das disciplinas de língua portuguesa e matemática, tidas como as principais do ensino brasileiro, ficaram em 4,95 pontos, sendo consideradas baixas. O indicador aponta, ainda, que 7% das instituições de ensino do município atingiram a meta proposta.
A instituição de ensino municipal que obteve o melhor registro no IDEB em 2021, nos primeiros anos do ensino fundamental, foi a Escola Municipal Indígena Aicuna I, que registrou 6,4 pontos. A pior nota registrada entre as instituições de ensino municipais foi na Escola Municipal Indígena Ewaré Mowatcha, que obteve 2,7 pontos. Entre as instituições de ensino de caráter estadual, destacam-se a Escola Estadual Duque de Caxias, que registrou 6,7 pontos no IDEB, e a Escola Estadual Pedro Teixeira, com 5,9 pontos registrados. Nos últimos anos do ensino fundamental, as melhores notas registradas foram da Escola Estadual Conceicão Xavier de Alencar (5,6 pontos) e Escola Estadual Duque de Caxias (5,0 pontos).
Há, em Tabatinga, escolas municipais, estaduais e duas federais (núcleo do Colégio Militar de Manaus e Instituto Federal do Amazonas (IFAM), que oferece ensino médio de forma integrada e subsequente, além de instituições de ensino privadas, que atendem à população nos ensinos fundamental e médio. Quanto ao ensino superior, ela é atendida por um Centro de Estudos Superiores da Universidade do Estado do Amazonas (UEA), pelo núcleo do Instituto Federal do Amazonas (IFAM) e por polos de ensino a distância (EAD) de algumas instituições particulares de ensino superior tais como: Universidade Paulista (UNIP) e FAMETRO. Há também o acesso por via fluvial ao campus da Universidade Federal do Amazonas (UFAM), situada em Benjamin Constant.

### Segurança

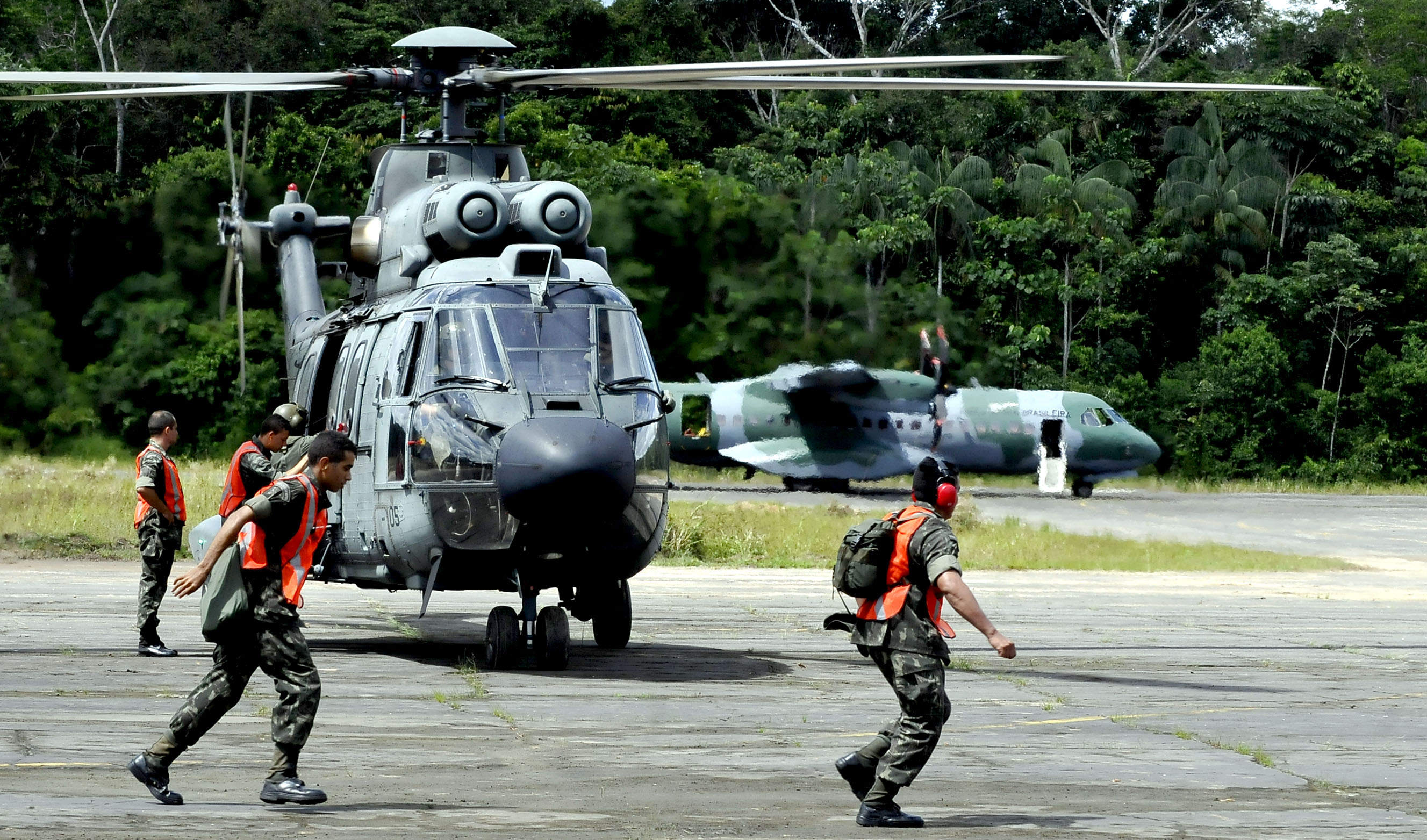
Operação Ágata 7 no Aeroporto Internacional de Tabatinga.

Historicamente violenta, estatisticamente comprovada nos crimes contra a vida e ao patrimônio. Segundo estimativa do IBGE (2021),  Tabatinga  possui  71 317(setenta e um mil trezentos e dezessete habitantes), sendo o quinto município mais populoso do Estado do Amazonas, não computados os migrantes ilegais, entretanto, ao considerá-la uma cidade conurbada sendo gêmea da cidade colombiana de Letícia, ambas somam juntas população de 120 mil pessoas, fato que a colocaria como segundo pólo regional, superando municípios da região metropolitana, Parintins, Humaitá e Tefé. Porém, quando somadas as populações das cidades vizinhas de Benjamin Constant, Atalaia do Norte, Islândia (Peru) e Santa Rosa(Peru), Caballo Cocho(Perú), Puerto Narinho(Colômbia), e Tarapacá (Colômbia) soma mais de 260 mil pessoas que circulam na região. Portanto, o segundo polo sendo superada somente por Manaus e com graves problemas de ordem social, econômica e política.
Embora a cidade de Tabatinga seja visada pelo narcotráfico como rota de passagem, não é um centro consumidor, porém a estatística de crimes violentos é elevada, em cujos assassinatos se restringem a pessoas envolvidas de alguma maneira mais direta com o narcotráfico, ou seja, não atinge a ampla maioria da população: há uma delegacia geral de Polícia Civil, uma Delegacia da Polícia Federal, um batalhão da Polícia Militar do Amazonas - PMAM, um presídio estadual, um efetivo da Força Nacional do Brasil, um Destacamento de Controle do Espaço Aéreo de Tabatinga (DTCEA-TT), um Comando de Fronteira do Exército, representado pelo 8º Batalhão de Infantaria de Selva e uma unidade do Corpo de Bombeiros Militar do Amazonas para atendimento às ocorrências em Tabatinga e  cidades vizinhas.
No dia 16 de junho de 2014 foi instalado o primeiro grupamento do Corpo de Bombeiros Militar do Amazonas (4ª Companhia de Bombeiros Militar) para executar dentre os diversos serviços prestado pelo Corpo de Bombeiros o Serviço de prevenção contra incêndio,combate a incêndio, salvamento de vidas, patrimônio e o meio ambiente.
CIDADE MAIS VIOLENTA DO ESTADO DO AMAZONAS
Um dos indicadores que mensura a segurança pública de uma cidade é a estatística de homicídios por 100 mil habitantes. Tabatinga apresenta taxa de 101 homicídios para cada grupo de cem mil habitantes, mais que o dobro da capital amazonense que apresenta taxa de 40 (quarenta homicídios)  para cada grupo de cem mil hab. Em 2020 foram registrados 72 (setenta e dois) homicídios em Tabatinga-AM, fato que a coloca proporcionalmente na condição de cidade mais violenta do Estado do Amazonas.
Além das forças públicas brasileiras de segurança a população local também pode contar, através de acordos internacionais de fronteira, com o apoio das forças públicas de segurança do Peru e da Colômbia através da "Policia Nacional del Peru" e da "Policia Nacional de Colombia". Para combate a incêndios há também o apoio dos "Bomberos Voluntários de Leticia", um grupamento colombiano de voluntários fardados e treinados para combater incêndios e outros sinistros.

### Transportes
Em 2015, o município de Tabatinga contava com uma frota de 7.332 veículos, sendo a 815 automóveis, 3.655 motocicletas, 2.474 motonetas, 177	caminhonetes, entre outros. É notável o grande número de motocicletas circulando pela cidade.
O Aeroporto Internacional de Tabatinga serve o município e demais localidades do Alto Solimões. Tabatinga conta com voos direto para Manaus operados pela empresa Azul Linhas Aéreas Brasileiras, voos da aviação geral (táxi aéreo) e uma grande movimentação de voos militares, servindo o aeroporto como ponto estratégico de apoio às operações da Força Aérea Brasileira – FAB, Exército Brasileiro – EB, Marinha do Brasil – MB, Departamento de Polícia Federal - DPF e ainda apoio a aviação internacional por conta de acordos firmados entre os países Brasil, Peru e Colômbia.

## Cultura e lazer
Existem vários esportes radicais que são praticados no município: motocross, bicicross, canoagem rústica, le parkour e corridas de orientação.
Há mais variadas boates que tocam os mais variados ritmos e gêneros de música (vallenato, cúmbia, reggaeton, bachata, pagode, forró, dance, MPB e música eletrônica) bem como bares e restaurantes onde é possível tomar vários tipos de bebidas nacionais e colombianas ou peruanas, como a "michelada", ou apreciar as comidas típicas como o cebiche, a arepa e a feijoada.
Nas imediações do quartel do Exército existe um pequeno zoológico onde é possível ver tatu, sucuri, macacos, aves e a onça-pintada. No bairro da Comara, perto do aeroporto internacional, tem-se uma visão privilegiada do rio e das florestas peruanas e é o ponto de acesso às aldeias indígenas de Umariaçu I e de Umariaçu II de etnia Ticuna.
Nos dias de intenso calor todos correm para os vários banhos de igarapés que ficam na estrada Letícia - Tarapacá (Colômbia) e na área rural de Tabatinga. Os clubes com piscinas da cidade também servem de refúgio. Quando está na vazante, aparecem diversas praias do rio Solimões, sendo a principal e mais badalada a praia de Limeira onde há shows e desfile das mais belas mulheres da tríplice fronteira para a escolha da "Garota Limeira".
O rio também propicia pesca abundante nos flutuantes, barcos pequenos ou na margem; sendo uma opção de relaxamento. Além de ser possível observar os botos e um belo por-do-sol.
Durante o ano existem vários eventos importantes. Destacam-se o Reveillon, com a tradicional queima de fogos no rio Amazonas ou rio Solimões; o carnaval, com o desfile das escolas de samba e blocos carnavalescos; as festas juninas ( com os arraiais se estendendo desde meados de maio até novembro), onde há as comidas típicas como canjica, milho assado, pamonha e doces; as comemorações cívicas como os desfiles de 20 de julho (Independência da Colômbia), 5 de setembro (Ascensão do Amazonas) e 7 de setembro (Independência do Brasil); o Festival da Confraternidade (Brasil-Colômbia-Peru); e o Festival das Tribos do Alto Solimões - FESTISOL.

### Confraternidade
É um festival que ocorre na cidade vizinha de Leticia e há a representação dos três países que compõem a tríplice fronteira. Um dia é destinado ao Brasil, onde há amostra das danças, comidas típicas e da cultura em geral. Há também o dia da Colômbia, do Peru e o dia final onde ocorre a escolha da rainha geral do festival com a disputa das mulheres que representam seus respectivos países.

### Festisol
O Festival das Tribos do Alto Solimões é um grande evento cultural que reúne a disputa entre os adeptos da onça pintada e da onça preta no "onçódromo". Esse festival tem similaridade ao festival que ocorre na cidade de Parintins - AM entre os "bois" Caprichoso e Garantido. A onça preta representa a cor azul e a onça pintada representa a cor vermelha. Na arena, ou melhor, no "onçódromo" cada agremiação tenta mostrar o seu melhor quanto a alegorias, coreografias e animação das torcidas para cativar os julgadores dos itens observados. Isso se traduz num belo espetáculo de cores e de ritmo que encanta a todos que participam. É um festival que geralmente ocorre no mês de setembro no período de cinco dias, onde no último dia tem o resultado da onça vencedora e atrações locais, nacionais e internacionais vindas da Colômbia.